# RAP1B
RAP1B‏ (RAP1B, member of RAS oncogene family) هوَ بروتين يُشَفر بواسطة جين RAP1B في الإنسان.